# Burt Rutan

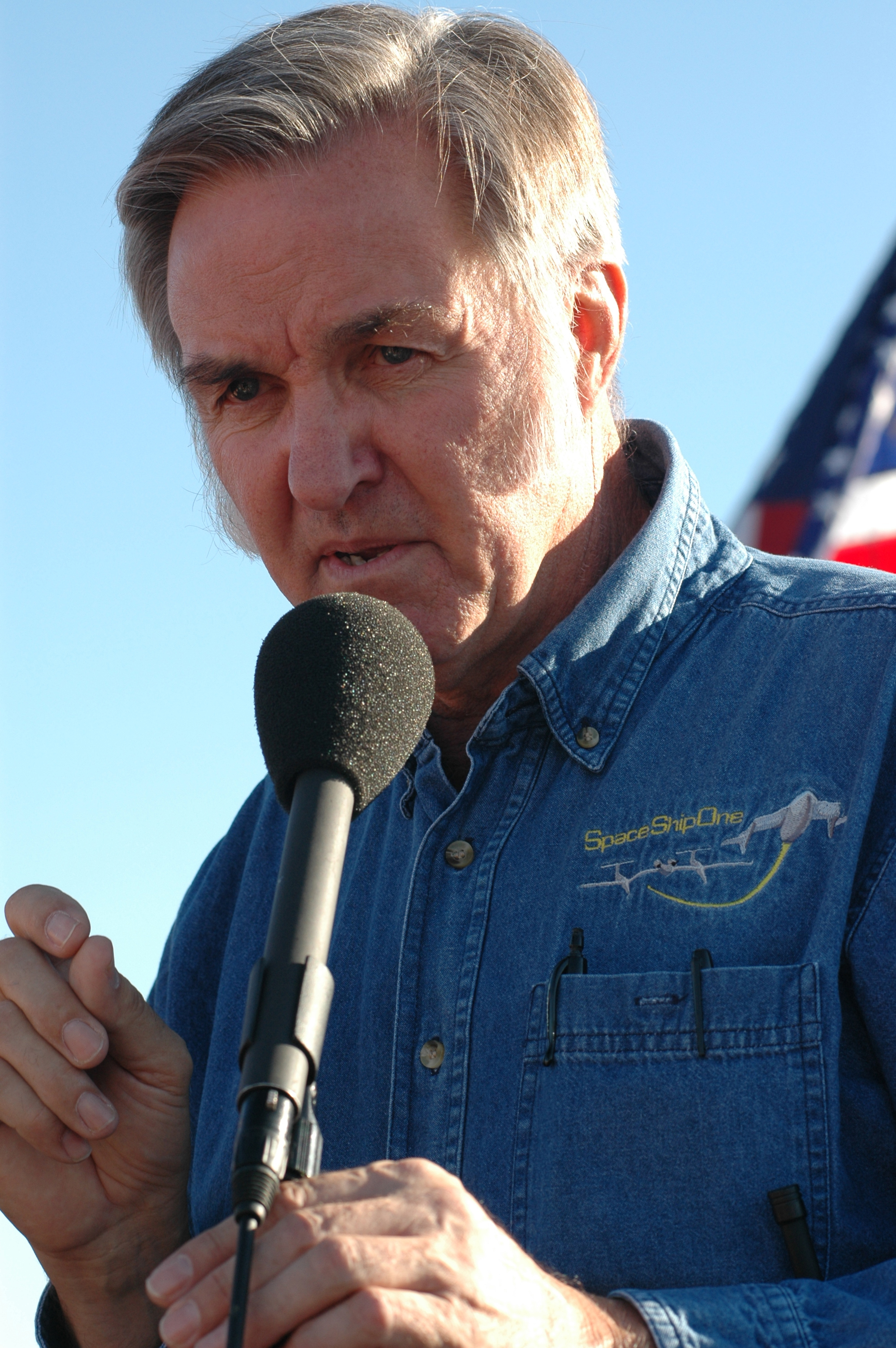
Burt Rutan en 2004.

Elbert Leander "Burt" Rutan (Estacada, Oregón, Estados Unidos, 17 de junio de 1943) es un ingeniero aeronáutico estadounidense reconocido por sus diseños originales de aviones ligeros, fuertes, eficientes y de aspecto fuera de lo común. Se destacó por el diseño del "Voyager" (viajero), el primer avión que circunvoló el mundo sin escala alguna y sin recargar combustible, y por la aeronave suborbital SpaceShipOne. A lo largo de su carrera ha diseñado 46 aeronaves distintas.

## Biografía
Nacido en Estacada, Oregón (unos 50 km al sureste de Portland) y criado en Dinuba, California, Rutan demostró desde edad temprana un interés agudo en aeronaves. Antes de cumplir los ocho años, diseñaba y construía modelos de aviones. Su primer vuelo a solas como piloto se realizó en una avioneta marca Aeronca 7 Champion en 1959 cuando tenía dieciséis años. Se graduó en ingeniería aeronáutica en 1965 de la California Polytechnic University, el tercero en su promoción.
De 1965 a 1972, Rutan trabajaba para la Fuerza Aérea Estadounidense en la base militar de Edwards, en calidad de ingeniero de pruebas de vuelo. Entre los proyectos en los que le correspondió intervenir se contaban varios aviones de caza y el avión de carga XC-142 VSTOL (Vertical Short Take Off Landing, es decir, Avión de despegue vertical, despegue y de aterrizaje corto). Poco después, llegó a ser el director del Centro de Pruebas de la Corporación Bede, ubicado en Newton, Kansas, puesto que mantuvo hasta 1974. También ha diseñado aviones de materiales compuestos que vuelan mucho mejor que los aviones de aluminio.
Ha volado, en aviones diseñados por él, más de treinta mil kilómetros, y cientos de horas sin parar, solo tomando breves descansos de dos horas. La perfección de sus aviones, le ha valido su reconocimiento y excelentes ayudas en lo que a aviación se refiere, sea esta comercial, militar, o civil.

## Diseños de aviones
En una carrera de 45 años, cada uno de los diseños de Rutan a menudo ha sido bastante diferente de sus predecesores. El diario "Los Angeles Times" dijo sobre sus diseños: "Sus aviones y naves espaciales adquieren todo tipo de formas y tamaños elegantes, pareciéndose más a la obra de un escultor que a la de un ingeniero. En total, Rutan ha creado 367 conceptos individuales. de los cuales 45 han volado.

### Aviones defabricación casera
VariViggen y VariViggen SP

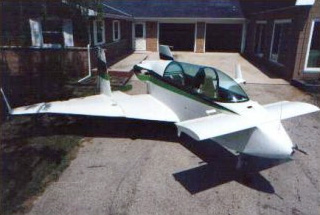
Rutan VariViggen (1972)

En 1968, comenzó a construir su primer diseño, el VariViggen, que voló por primera vez en abril de 1972. Tenía los elementos de diseño del alerón trasero, del canard delantero y de configuración propulsora que se convirtieron en sus marcas registradas. En lugar de las pruebas en el túnel de viento, Rutan desarrolló parámetros aerodinámicos para el VariViggen usando un modelo montado encima de su automóvil familiar, y midió las fuerzas mientras conducía en carreteras vacías.
El VariViggen fue el modelo Rutan 27. Un nuevo conjunto de alas exteriores, con aletas, fue desarrollado más tarde por Rutan para el VariViggen, produciendo el VariViggen SP, Rutan modelo 32. Recibió este nombre en honor del Saab 37 Viggen, un avión de combate de configuración canard desarrollado en Suecia. Un VariViggen, construido en Francia y llamado Micro Star, fue impulsado por dos motores a reacción Microturbo TRS-18 en lugar del motor de combustión interna alternativo habitual.
VariEze y Long-EZ

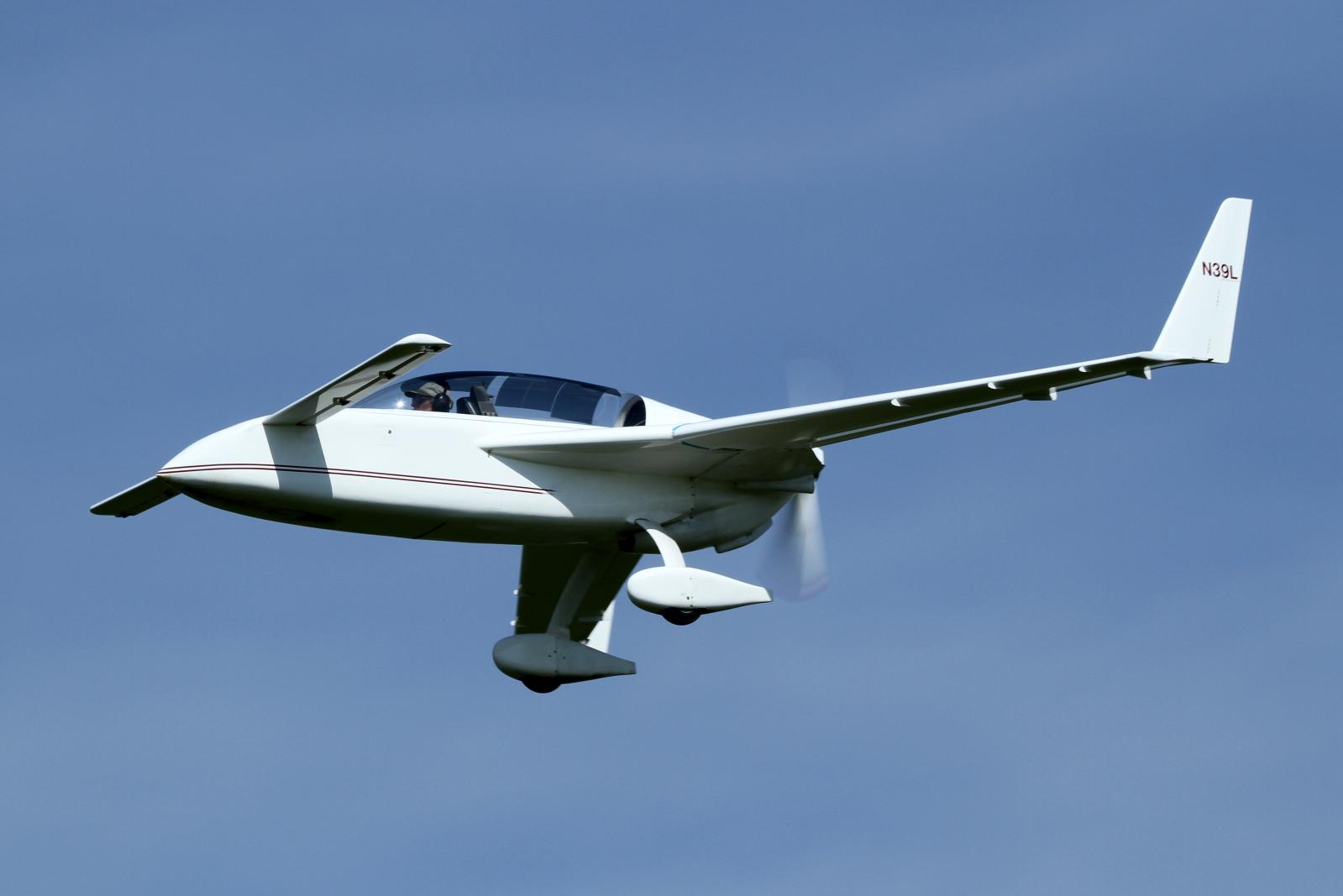
Rutan VariEze (1976)

El diseño del VariViggen condujo al exitoso VariEze (pronunciado como "very easy", muy fácil), un diseño de aeronave de construcción casera, en los que fue pionero en el uso de la construcción con plástico reforzado con vidrio sin moldes en este tipo de construcción. El prototipo, designado Modelo 31, hizo su debut público en la EAA Convention and Fly-In de 1975 (ahora llamada AirVenture) en Oshkosh (Wisconsin). Ese mismo año, su hermano Dick Rutan estableció un récord mundial de distancia en la categoría de menos de 500 kg en un VariEze, y estas aeronaves siguieron estableciendo otros récords mundiales en esta clase.
También fueron el primer avión en volar con el dispositivo de punta alar desarrollado por la NASA.
El Long-EZ tenía un alcance de 2010 mi (3235 kilómetros), más del doble que el VariEze.
Posteriormente, Rutan revisó el diseño del VariEze, proporcionando más volumen para combustible y carga, lo que dio como resultado el modelo Long-EZ Rutan 61, diseñado para ser alimentado por un reactor Lycoming O-235, aunque algunas unidades han usado reactores Lycoming O-320 o Lycoming O-360. El Long-EZ también tiene un diseño de ala revisado que no está sujeto al límite de factor de carga máximo de 2.5 g positivo, 1.5 g aplicado al VariEze después del descubrimiento de problemas con algunas sus alas.
Quickie
Gene Sheehan y Tom Jewett se acercaron a Rutan para desarrollar un avión deportivo personal de un solo asiento. Siguiendo un proyecto preliminar de configuración canard (modelo 49), finalmente se diseñó una configuración de ala en tándem, para ser impulsada por un motor industrial Onan de 18 HP. El prototipo (modelo 54 de Rutan) se construyó en 1977 y se registró como N77Q. Después de 5 meses de pruebas, Quickie Aircraft comercializó el avión como el modelo Rutan 54 Quickie en 1978.
Más adelante se desarrollaron dos derivados del Quickie, ambos ampliados para incluir dos asientos. Quickie Aircraft hizo que Gary LaGare desarrollara el Q2, mientras que Viking Aircraft desarrolló el Viking Dragonfly.
Solitaire
La Asociación de Constructores Caseros de Planeadores (posteriormente, Asociación de Crecimiento Experimental) inició una competición para planeadores capaces de lamzarse por sí mismos. Rutan diseñó el modelo 77 Solitaire para este concurso, que ganó. El planeador tenía una configuración canard, con un motor retráctil delante de la cabina.

### Aviones de investigación
ARES
El Scaled Composites ARES, también llamado "Mudfighter", es un prototipo operativo a tamaño completo de una aeronave liviana de bajo costo de ataque a tierra, con una operativa de apoyo a las tropas de tierra similar a la del Fairchild-Republic A-10 Thunderbolt II.
Grizzly
Rutan diseñó el modelo 72 Grizzly para investigar la posibilidad de un avión canard STOL. Fue retirado después de la prueba.
Lotus Microlight
Colin Chapman, el fundador de Lotus Cars, contactó con Rutan para diseñar un avión ultraligero de un solo asiento. Nuevamente, se desarrolló una configuración canard, el modelo 91 de Rutan. La muerte prematura de Colin Chapman puso fin a este proyecto, después de que el avión hubiera volado.
Ames AD-1
En la década de 1980, la NASA emitió un contrato con Ames Industrial Company de Bohemia (Nueva York) para desarrollar un avión pequeño y de bajo costo para investigar el concepto ideado por Robert T. Jones del Centro de Investigación Ames (un investigador de la NASA sobre alas oblicuas de la NASA). Ames se dirigió a Rutan, quien diseñó un pequeño fuselaje de fibra de vidrio, impulsado por dos motores a reacción Microturbo TRS-18. Este fue el modelo 35 de Rutan, el Ames AD-1. Después de completar el programa de prueba, el AD-1 se retiró y ahora está en exhibición en el Hiller Aviation Museum en San Carlos (California).
Boomerang
Una desviación del diseño de canard fue el Boomerang, quizás uno de los aviones menos convencionales de los diseñadores no convencionales. La aeronave, el Rutan modelo 202 Boomerang, es un avión bimotor asimétrico con configuración tractora, con un motor en el fuselaje principal y el otro montado en un fuselaje paralelo. Un artículo de "Popular Mechanics" de noviembre de 1996 decía que "se parece más a un trimotor que perdió su fuselaje y motor derecho".
BiPod
El BiPod, el último diseño de Rutan en asociación con su empresa Scaled Composites, es un coche volador híbrido. Anunciado en julio de 2011, el vehículo de doble cápsula tiene una envergadura de 9,7 m; con las alas reconfiguradas (guardadas entre las vainas), el coche tiene un ancho de 2,41 m y cabe en un garaje para un solo automóvil. El diseño tiene dos motores de cuatro tiempos de 450 cc, uno en cada fuselaje, que alimentan un par de generadores, que a su vez alimentan los motores eléctricos utilizados para la propulsión. "Baterías de ion de litio en la nariz de cada fuselaje proporciona la energía necesaria durante el despegue y un respaldo de emergencia para el aterrizaje. Con una velocidad de crucero de 100 mph (161 kilómetros por hora), Scaled anuncia que el Modelo 367 BiPod tendría un alcance de 760 mi (1223 kilómetros)". El avión puede volar a 200 mph (322 kilómetros por hora), lo que reduce el alcance a 530 mi (853 kilómetros). "Fuera de la carretera, se espera que este avión que se puede transportar, que almacena 68 l de combustible, tenga un alcance de 820 mi (1320 kilómetros). Solo con tracción eléctrica, su alcance es de 35 mi (56 kilómetros)". Los controles de vuelo están en el lado derecho, y los controles de carretera (volante y frenos) en el izquierdo.

### Aviones de récord
Amsoil Racer
El Rutan modelo 68 Amsoil Racer es un avión de competición de configuración Quickie (1981).
Voyager

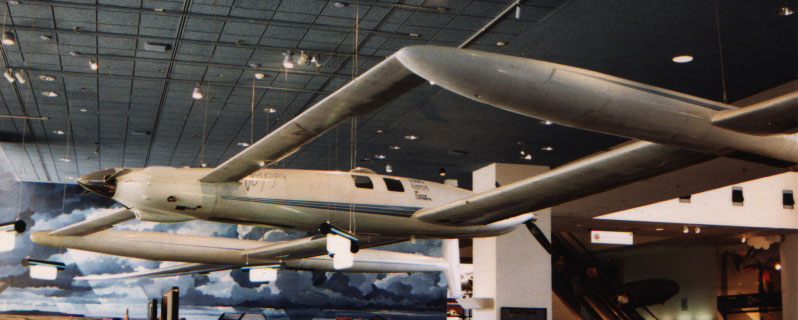
Rutan Voyager exhibido en el Museo Nacional del Aire y el Espacio de Estados Unidos

Su hermano Dick colaboró con Rutan para diseñar un avión que pudiera volar sin escalas y sin repostar combustible alrededor del mundo, algo que nunca se había hecho antes. Los vuelos alrededor del mundo habían sido realizados por tripulaciones militares que utilizaban reabastecimiento en vuelo.
Burt desarrolló un diseño con configuración canard de doble motor (motores de pistón, uno de empuje y otro tractor), el Rutan model 76 Voyager. El motor de empuje funcionaba continuamente, y el motor tractor se usaba para el despegue y el ascenso inicial a la altitud de crucero, y luego se apagaba.
El avión voló por primera vez con dos motores Lycoming O-235. Después del trabajo de desarrollo, se volvió a combinar con un Continental O-200 (modificado para incluir un radiador) como motor de empuje y un Continental O-240 como motor tractor.
Como vuelo de prueba, Dick y su compañera Jeana Yeager batieron un récord de vuelo de resistencia frente a las costas de California. En diciembre de 1986, despegaron de la Base de la Fuerza Aérea Edwards en California y volaron alrededor del mundo (hacia el oeste) en nueve días, cumpliendo los objetivos de diseño de la aeronave y estableciendo múltiples récords de vuelo. El Voyager se retiró y ahora figura en la exhibición de "Hitos del vuelo" en la sala principal del Museo Nacional del Aire y el Espacio de Estados Unidos (NASM), con el "Wright Flyer", el "Spirit of St. Louis" y el Bell X-1.
Burt y Dick Rutan, junto con Yeager, ocuparon los titulares y recibieron la Presidential Citizens Medal de manos de Ronald Reagan y el Collier Trophy por sus logros con el equipo Voyager.
Catbird
Al desear un nuevo avión personal, Rutan diseñó un avión presurizado de cinco asientos y un solo motor, el Scaled Composites Model 81 Catbird. Se configuró como un avión de tres superficies (canard, ala principal y cola). Después de servir como avión personal de Rutan, fue retirado. El Catbird es notable por ganar el premio de eficiencia de aeronaves CAFE Challenge en 1993.
Pond Racer
Preocupado por el número cada vez menor de aeronaves procedentes de la Segunda Guerra Mundial disponibles, muchas de ellas consumidas por el uso de los pilotos de la Clase Unlimited en las carreras aéreas de Reno, Bob Pond contrató a Rutan y Scaled para diseñar y construir un avión de competición de la Clase Unlimited. El resultado fue el Pond Racer. Después de los estudios de diseño, se eligió una configuración de doble motor convencional. La aeronave estaba propulsada por dos motores de pistón GTP de 3 litros Electromotive-Nissan VG-30 de 1000 HP que funcionaban con metanol. El avión fue construido y probado antes de la entrega al cliente. Apareció en las Carreras Aéreas de Reno en 1991, 1992 y 1993. Resultó destruido en un accidente de aterrizaje forzoso el 14 de septiembre de 1993, matando al piloto Rick Brickert.
Proteus
El Model 281 Proteus es un avión de ala en tándem de alta resistencia diseñado por Rutan y construido por Scaled Composites para investigar el uso de aviones como repetidores de telecomunicaciones de gran altitud. Los requisitos de la aeronave fueron especificados por Angel Technologies y Broadband.com. Sus primeros vuelos fueron en 1998. Tiene varios récords de altitud, establecidos en 2000.
GlobalFlyer

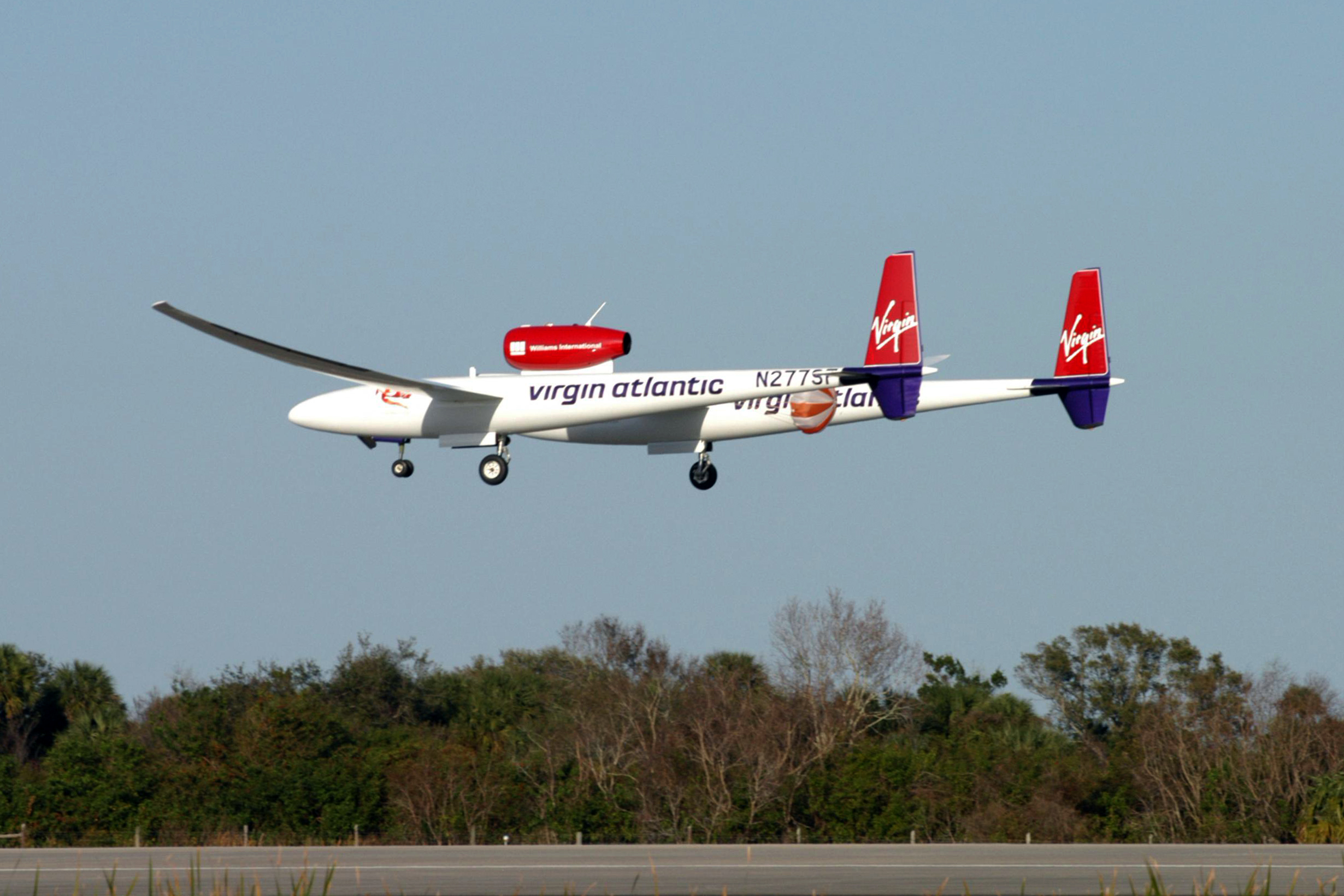
Virgin Atlantic GlobalFlyer llegando al Centro espacial John F. Kennedy en 2006

El 3 de marzo de 2005, el Virgin Atlantic GlobalFlyer, un avión similar al diseño del Voyager pero fabricado por Scaled con materiales más rígidos y un solo motor de reacción, completó el primer vuelo en solitario alrededor del mundo sin escalas y sin repostar combustible, con el aventurero Steve Fossett como piloto. Reducir el peso fue crítico para el diseño, y se dice que Rutan le indicó a su personal que, cuando terminasen de construir una pieza, debían lanzarla al aire para realizar una prueba de peso y "si baja, es demasiado pesada". Entre el 7 de febrero de 2006 y el 11 de febrero de 2006, Fossett y el GlobalFlyer establecieron un récord completando el vuelo más largo de la historia: 41 467,53 km (25 766,8 mi), el tercer récord mundial absoluto establecido con este avión antes de volar al Centro Steven F. Udvar-Hazy del NASM. El Global Flyer es el sexto vehículo aeroespacial diseñado por Rutan en la colección del NASM.
SkiGull
El SkiGull es un avión anfibio que se anunció públicamente en la reunión de la EAA AirVenture de 2015, posterior al retiro de Rutan. Su diseño más reciente, se trata de un avión de composites/titanio de dos asientos, equipado con un tren de aterrizaje de esquíes retráctiles combinados con flotadores y ruedas que sirven para aterrizar tanto en el agua, como en la nieve o en tierra, necesitando aproximadamente 122 m de pista para detenerse, pero con una autonomía suficiente para cruzar océanos. Tiene dos motores eléctricos con hélice de paso variable plegables hacia adelante para simplificar el acoplamiento y obtener potencia de despegue adicional. El SkiGull está siendo desarrollado y financiado en forma privada, y tuvo su primer vuelo de prueba en noviembre de 2015.

### Aviones contratados
Triumph
El Scaled Composites Triumph fue un prototipo de reactor comercial de dos motores, proyectado y construido para Beechcraft. El avión es un diseño de tres planos, con un pequeño alerón delantero y un pequeño estabilizador horizontal convencional en una configuración de cola en T.
Visionair Vantage
El VisionAire VA-10 Vantage es un prototipo de un reactor ligero de negocios de un solo motor (o "very light jet", también conocido como VLJ) desarrollado por VisionAire Jets Corporation. En 1996, Rutan diseñó el primer prototipo, un avión de prueba de concepto destinado a confirmar la viabilidad del diseño, que dio lugar a varios problemas y un nuevo diseño del avión en 1998.
V-Jet II
El Williams V-Jet II fue un VLJ diseñado y construido como un banco de pruebas y un avión demostrador para el nuevo motor Williams International FQX-1 turbofan. Sirvió como la inspiración de diseño para el Eclipse 500.
Adam M-309
El Adam M-309 CarbonAero era un demostrador de tecnología de seis asientos para un servicio público civil, diseñado por Rutan y construido por Scaled Composites. Se desarrolló en el A500, que es producido por Adam Aircraft Industries.
Stratolaunch
En 2011, Rutan y el cofundador de Microsoft, Paul Allen, anunciaron el Stratolaunch, una aeronave de lanzamiento espacial construida por Scaled Composites para el sistema Stratolaunch Systems de Allen, concebido para llevar cohetes para ser lanzados en vuelo.

## Diseños de naves espaciales
SpaceShipOne

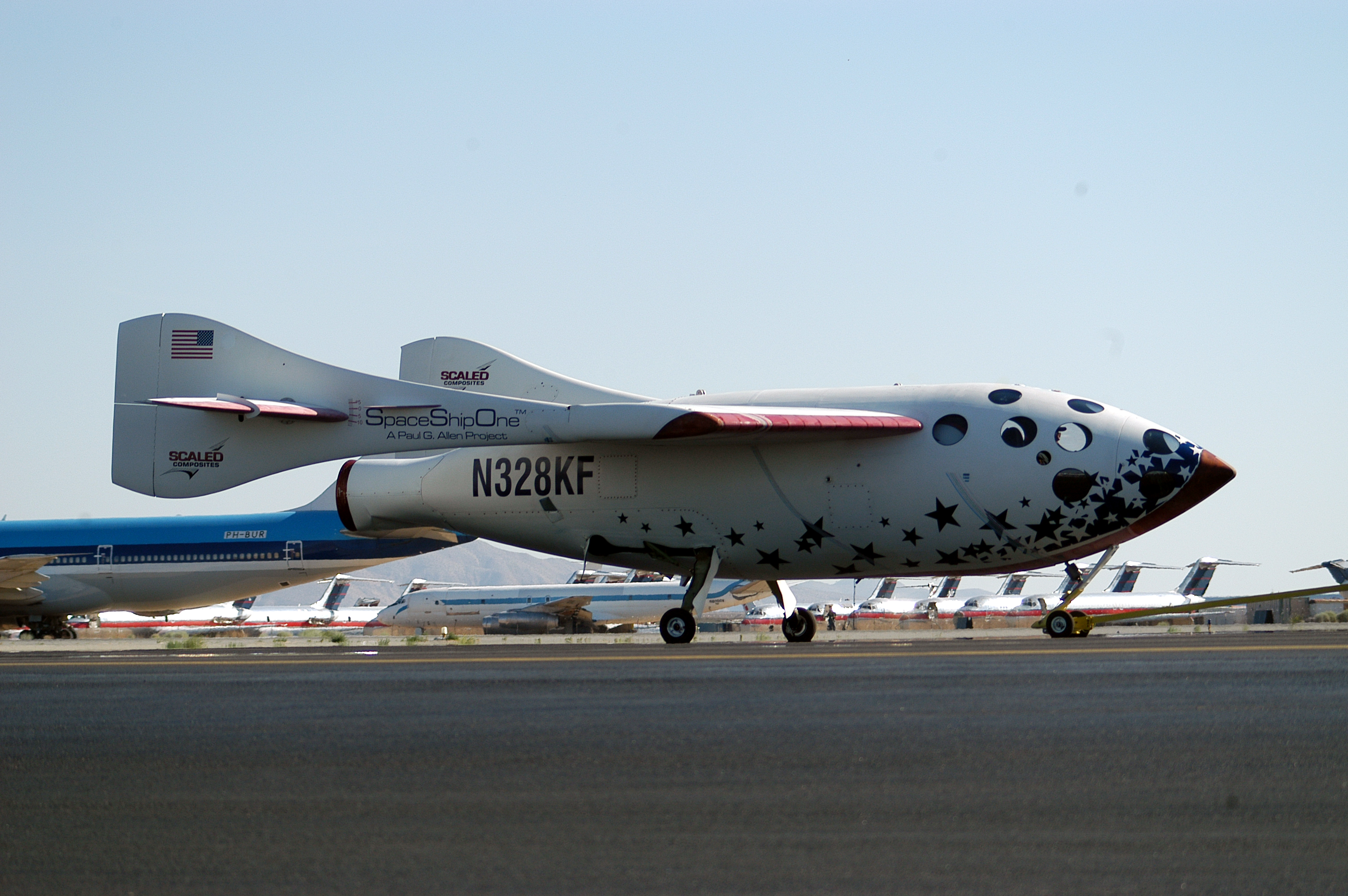
SpaceShipOne el 21 de junio de 2004

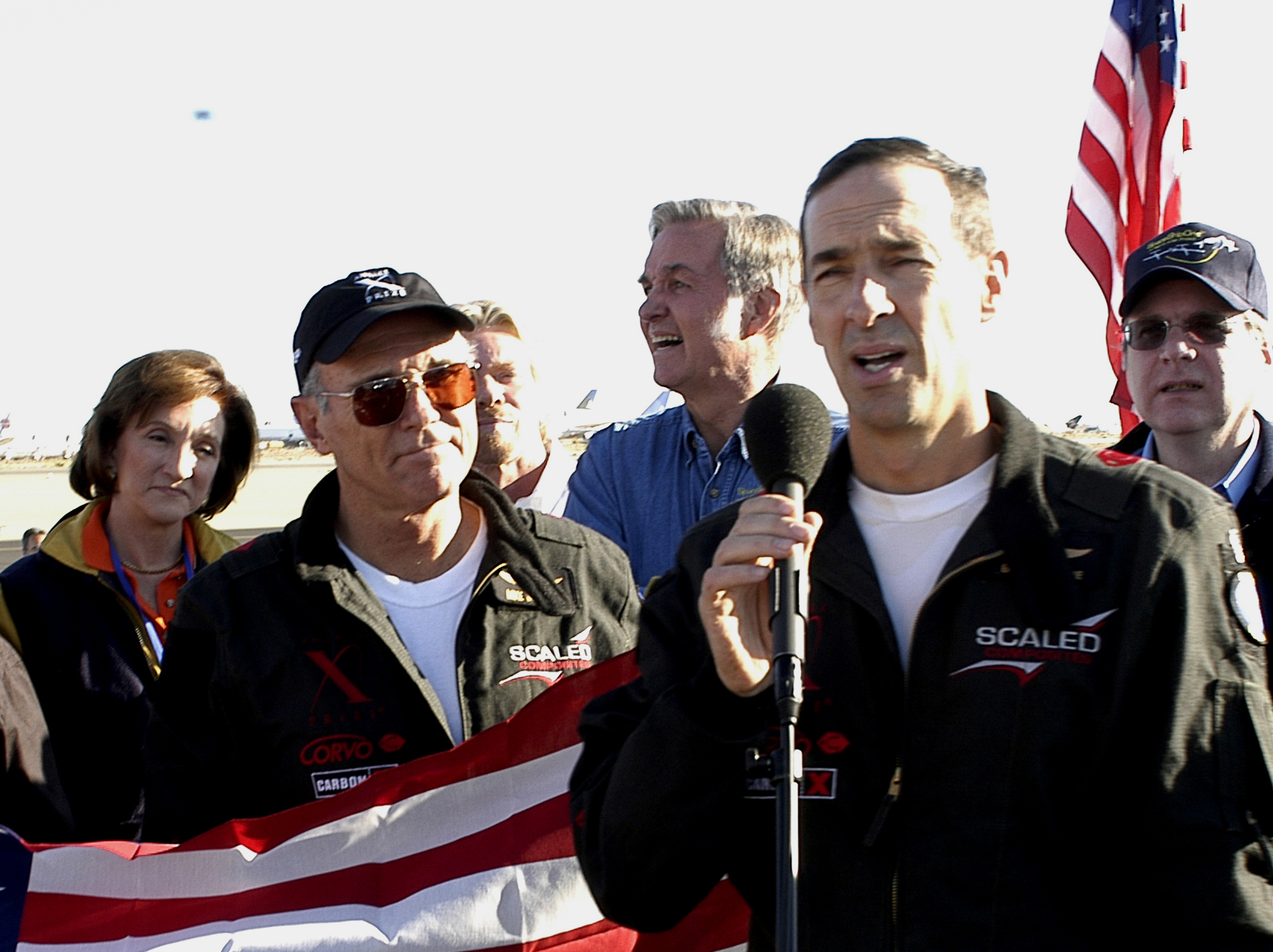
(Izquierda a derecha) Marion Blakey, Mike Melvill, Sir Richard Branson, Burt Rutan, Brian Binnie y Paul Allen comentando una misión de 2004

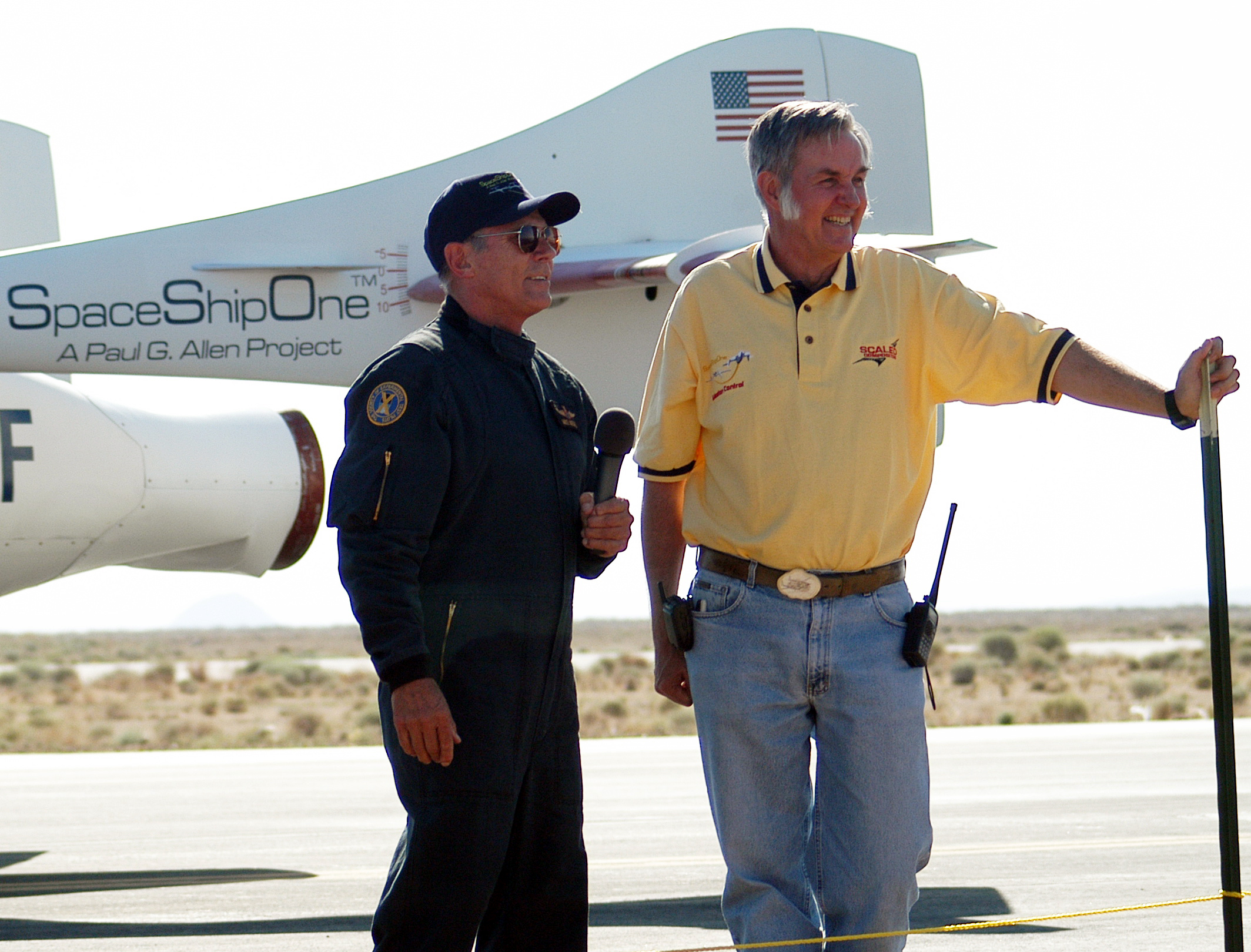
El piloto de la SpaceShipOne, Mike Melvill, y Rutan, hablando con los medios de comunicación después de su primer vuelo al espacio

Rutan llegó a los titulares nuevamente en junio de 2004 con el SpaceShipOne, que se convirtió en la primera nave tripulada privada, volada y financiada por el sector privado para alcanzar el espacio. El proyecto, llamado "Tier One" (más tarde conocido como Scaled Composites), fue desarrollado y realizado por Mojave Aerospace Ventures, una empresa conjunta entre la Scaled Composites de Rutan y Paul Allen. El 4 de octubre, el SpaceShipOne ganó el Premio Ansari X, completando dos vuelos dentro de dos semanas, volando con el peso equivalente de 3 personas, y al hacerlo reutilizando al menos el 80% del hardware del vehículo. El equipo del proyecto fue honrado con el Collier Trophy de 2004, otorgado por la National Aeronautic Association por "el mayor logro en aeronáutica o astronáutica en los Estados Unidos". La aeronave representa el estilo único de Rutan y es otro de los "iconos de vuelo" que se muestran en la exhibición del NASM Hitos del vuelo.
Proyecto SpaceShipTwo
Virgin Galactic, una filial del empresario e inversor Richard Branson Virgin Group, y la empresa matriz de Branson y Rutan, iniciaron la fabricación de naves espaciales a través de The Spaceship Company, anunciando que comenzarían los vuelos de turismo espacial en 2008, utilizando naves basadas en los diseños del SpaceShipOne. Apodado SpaceShipTwo, estas nuevas aeronaves, también diseñadas por Rutan, están concebidas para permitir que seis pasajeros "con experiencia optimizada" vean el planeta desde 70 hasta 80 millas (112 a 128 km) en el espacio suborbital. Se comenzó la producción de la primera de las cinco naves SpaceShipTwo planificadas, pero los vuelos comerciales no se iniciaron en 2008 como estaba previsto. Una explosión en la fábrica de Scaled Composite en el Puerto Aéreo y Espacial de Mojave el 26 de julio de 2007, en la que murieron tres ingenieros y otros tres resultaron gravemente heridos, pudo haber contribuido a la demora. Se estaban probando componentes para la SpaceShipTwo, y Scaled Composites decidió dedicarse a perfeccionar el diseño del SpaceShipTwo. Virgin continues to work on developing SpaceShipTwo, but it has stopped predicting when commercial spaceflights will begin.
Otro accidente del SpaceshipTwo sucedido el 31 de octubre de 2014 (número de matrícula del VSS Enterprise: N339SS) causó la muerte del copiloto Michael Alsbury y lesiones al piloto.
Rutan también estaba trabajando con t/Space a mediados de la década de 2000 en el desarrollo de una nave espacial tripulada lanzada en vuelo, de dos etapas hasta alcanzar la órbita. Se pretendía tener una capacidad de carga necesaria para llevar pasajeros a la Estación Espacial Internacional. En junio de 2005, las  pruebas de maquetas a escala un cuarto verificó la viabilidad de la liberación de la aeronave y del proceso de rotación a la vertical.
White Knight Two

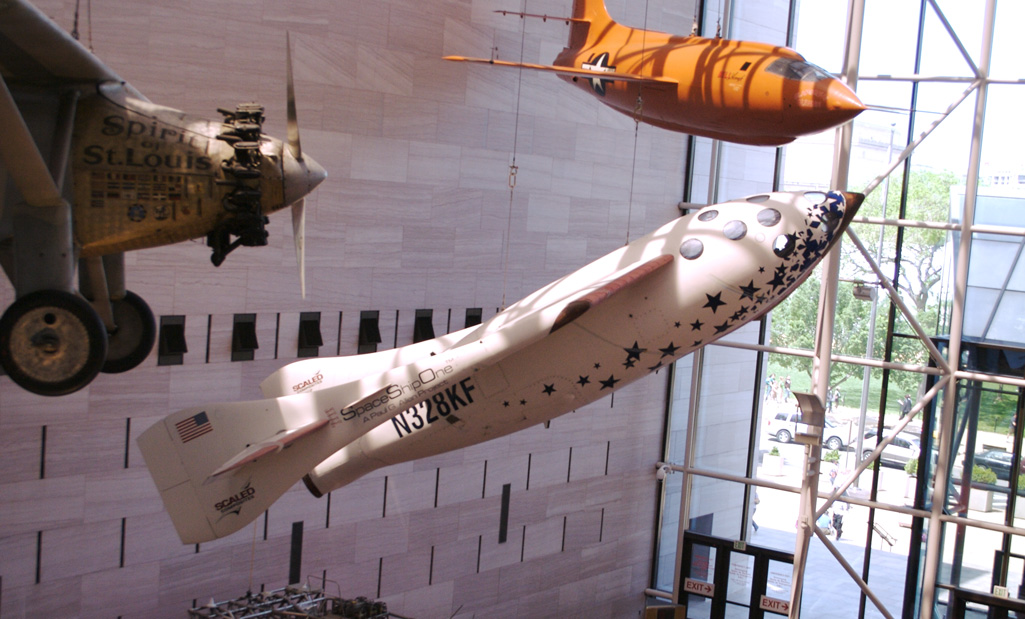
SpaceShipOne, actualmente en el NASM en Washington D. C., con el Spirit of St. Louis y el Bell X-1 "Glamorous Glennis"

El 28 de julio de 2008, Richard Branson presentó el Scaled Composites White Knight Two "Eve" en el Puerto Aéreo y Espacial de Mojave. El avión de carga a reacción se basa en la exitosa nave nodriza del SpaceShipOne, White Knight, que a su vez se basa en el Proteus. Las pruebas de vuelo se iniciaron en septiembre de 2008. El cliente de lanzamiento del White Knight Two es Virgin Galactic, que tendrá las primeras dos unidades y los derechos exclusivos de la embarcación durante los primeros años. En 2008, Branson predijo que el viaje espacial inaugural se realizaría en 18 meses: "Representa ... la oportunidad para que nuestro creciente grupo de futuros astronautas y otros científicos vean nuestro mundo bajo una luz completamente nueva". Virgin Galactic contrató a Rutan para construir la nave nodriza y la nave espacial.

## Reconocimientos
- Cinco de sus diseños están expuestos en el National Air and Space Museum en Washington D. C.: el SpaceShipOne, el Virgin Atlantic GlobalFlyer, el Voyager, el Quickie, y el VariEze.[43]